# Central Elèctrica Bassols (Olot)
La Central Elèctrica Bassols és una obra noucentista d'Olot (Garrotxa) protegida com a Bé Cultural d'Interès Local.

## Descripció
Edifici industrial entre mitgeres, de dos pisos, planta baixa i soterrani. Fins al primer pis la façana és de pedra, les finestres d'aquest pis tenen els angles superiors arrodonits i doblats, les altres són quadrades. Presenta un cos més alt amb teulat ondulat. A la façana es desenvolupa la clàssica galeria contínua per sota dels ràfecs de la coberta, que mostren les peces metàl·liques que els sustenten.

## Història
L'any 1905 el grup Bassols va iniciar la seva activitat de generació i distribució elèctrica, procedent de la central hidroelèctrica Molí Nou del terme d'Argelaguer al curs del riu Fluvià, a la zona de Banyoles. Més tard es va anar augmentant la cobertura del subministrament a diverses zones de la comarca de la Garrotxa, a la vegada que es construïen noves centrals hidroelèctriques i tèrmiques. L'edifici va patir una ampliació de la mà del mateix arquitecte pel costat que dona a l'avinguda de Girona, i malgrat que l'interior ha sofert una transformació total, s'utilitzen elements formals similars als de la central elèctrica Berenguer que Roca i Pinet va construir posteriorment Girona (1922-24).